# Пальцев, Павел Николаевич
Павел Николаевич Пальцев (1914, Рославль — 21 декабря 1944) — командир расчёта 76-мм пушки 520-го стрелкового полка, старший сержант — на момент представления к награждению орденом Славы 1-й степени.

## Биография
Родился в 1914 году в городе Рославль. Образование среднее. Окончил Рославльскую автошколу. Работал шофером. Участник войны с Финляндией 1939—1940 годов.
В 1941 году был вновь призван в армию Россошанским райвоенкоматом Воронежской области. В боях Великой Отечественной войны с июня 1941 года. Член ВКП/КПСС с 1943 года. Воевал в артиллерии. К лету 1944 года старший сержант Пальцев командовал расчетом 76-мм орудия 520-го стрелкового полка 167-й стрелковой дивизии.
27 июня 1944 года в бою северо-восточнее города Бучач
старший сержант Пальцев заменил выбывшего из строя наводчика, метким огнём из орудия разрушил вражеский дзот. При отражении контратаки уничтожил до 15 солдат врага.
Приказом от 9 июля 1944 года старший сержант Пальцев Павел Николаевич награждён орденом Славы 3-й степени.
16 июля 1944 года при прорыве обороны противника у села Даниловцы, расчет старшего сержанта Пальцева подавил 2 огневые точки, препятствовавшие продвижению стрелковых подразделений. 26 июля в бою за поселок Бурштын, поддерживая наступление стрелковых подразделений, поразил вражескую огневую точку с расчетом.
Приказом от 20 августа 1944 года старший сержант Пальцев Павел Николаевич награждён орденом Славы 2-й степени.
9-14 сентября 1944 года в бою в районе населенного пункта Струже-Вельке Пальцев в том же боевом составе из орудия подавил несколько огневых точек, истребил свыше 10 противников. Был представлен к награждению орденом Славы.
Погиб 21 декабря 1944 года в бою в районе населенного пункта Вранов. Похоронен близ селения Калчов Длуге, район Вранов, Словакия.
Указом Президиума Верховного Совета СССР от 24 марта 1945 года за исключительное мужество, отвагу и бесстрашие, проявленные на заключительном этапе Великой Отечественной войны в боях с вражескими захватчиками, старший сержант Пальцев Павел Николаевич награждён орденом Славы 1-й степени. Стал полным кавалером ордена Славы.
Награждён орденами Отечественной войны 2-й степени, Славы 3-х степеней, медалями.